# Flemming Ibsen
Flemming Ibsen (født d. 3. maj 1944 i København) er en dansk arbejdsmarkedsforsker.
Ibsen er professor emeritus i løn- og arbejdsforhold ved CARMA - Center for Arbejdsmarkedsforskning, Aalborg Universitet (AAU).

## Opvækst og uddannelse
Ibsen er opvokset i et arbejderhjem på Nørrebro og Bispebjerg.
I løbet af sin studietid var Ibsen medlem af Frit Forum - ligesom studiekammeraterne Mogens Lykketoft og Poul Nyrup Rasmussen.
Som ung overvejede han at blive politiker.
I 1971 blev han uddannet cand.polit. ved Københavns Universitet.

## Ansættelser
I stedet for at blive politiker blev Ibsen i 1971 ansat som sekretær i Arbejdsministeriet. Herefter blev han adjukt ved RUC. I 1979 ankom han til Aalborg, hvor han blev lektor i løn- og arbejdsmarkedsforhold ved universitetet.

## I medierne
Arbejdsmarkedsforskeren har ofte udtalt sig i medierne om bl.a. en række forskellige emner, som arbejdsforhold, overenskomster, efterløn og ungdomsarbejdsløshed.
I perioden 2011-2012 var Flemming Ibsen blandt de mest citerede økonomer i Danmark, og Ibsen var blandt de forskere ved AAU, som hyppigst er i medierne.
I 2014 udkom Et Festskrift til Flemming Ibsen.
Flere fagforbund har inviteret Ibsen til at tale for medlemmer eller har på anden måde draget nytte af Ibsens viden.
Holdning til borgerløn
I 1994 mente Flemming Ibsen, at borgerløn er en dårlig idé.

## Publikationer (uddrag)
1979 Fagbevægelse og stat
1985 Organisationerne og arbejdsmarkedet
1993 Fra central til decentral lønfastsættelse : muligheder og konsekvenser
2015 Kollektiv handling : faglig organisering og skift af fagforening
2016 Arbejdsmarkedsøkonomi

## Ekstern henvisning
Flemming Ibsen på Aalborg Universitets hjemmeside Arkiveret 12. maj 2021 hos  Wayback Machine
|  | Artiklen om Flemming Ibsen kan blive bedre, hvis der indsættes et (bedre) billede Du kan hjælpe ved at afsøge Wikimedia Commons for et passende billede eller uploade et godt billede til Wikimedia Commons iht. de tilladte licenser og indsætte det i artiklen. |